# کاروویلی
کاروویلی (به ایتالیایی: Carovilli) یک کومونه در ایتالیا است که در استان ایسرنیا واقع شده‌است.

## خصوصیات
کاروویلی ۴۱٫۶ کیلومترمربع مساحت و ۱٬۵۰۸ نفر جمعیت دارد و ۸۶۵ متر بالاتر از سطح دریا واقع شده‌است.